# Dol Guldur (album)
Pour les articles homonymes, voir Dol Guldur.
Albums de Summoning
Minas Morgul Nightshade Forests
Dol Guldur est le troisième album du groupe Summoning, sorti en 1996.
Les claviers s'y font plus présents, au détriment des guitares.

## Liste des morceaux
1. Angbands Schmieden - 3:30
2. Nightshade Forests - 10:49
3. Elfstone - 10:51
4. Khazad Dûm - 10:58
5. Kôr - 11:00
6. Wyrmvater Glaurung - 3:05
7. Unto a Long Glory... - 9:37
8. Over Old Hills - 8:58